# História da Polónia

Mapa cronológico mostrando o desenvolvimento territorial da Polônia de 1635 a 2009

No período que se seguiu ao seu surgimento no século X, a nação polonesa foi guiada por uma série de governantes fortes que converteram os poloneses ao cristianismo, criaram um Estado centro-europeu sólido e o integraram à cultura europeia. A existência de inimigos externos poderosos e um processo de fragmentação interna enfraqueceram esta estrutura inicial no século XIII, mas uma consolidação no século seguinte permitiu o estabelecimento subsequente de um grande Reino Polonês.
A Dinastia Jaguelônica (1385-1569) deu início à União Polaco-Lituana a partir do Grão-Duque lituano Jogaila, uma parceria que se revelou proveitosa para poloneses e lituanos e lhes permitiu exercer o papel predominante em um dos mais poderosos impérios europeus pelos três séculos seguintes. A União de Lublin, de 1569, estabeleceu a Comunidade Polaco-Lituana, um Estado influente na política europeia. Por volta do século XVIII, a outrora poderosa Comunidade passou por um período de crescente anarquia, terminando por ser partilhada entre os seus vizinhos e apagada do mapa em 1795. Entretanto, o ideal de independência polonesa manteve-se vivo devido a acontecimentos dentro e fora da Polônia, ao longo do século XIX.
A localização da Polônia no centro da Europa tornou-se especialmente significativa num momento em que a Prússia e a Rússia se envolviam de modo intenso em rivalidades e em alianças europeias e em que Estados-nação modernos se formavam por todo o continente. A Polônia recuperou a sua independência em 1918, mas a Segunda República foi destruída pela Alemanha e URSS quando as tropas nazistas e asdo Exército Vermelho invadiram o território polonês, no início da Segunda Guerra Mundial. Os russos obrigaram a que a fronteira da Polónia recuasse centenas de quilómetros e que aproveitassem territórios roubados à Alemanha. O término do conflito provocou nova variação nas fronteiras polonesas. No final dos anos 1980, um movimento de reforma, o Solidaridade, logrou obter uma transição pacífica do regime comunista polonês para a democracia, que resultou na criação da moderna República da Polônia.
Ao longo do último milênio, o território governado pela Polônia variou consideravelmente. Em certo momento, no século XVI, a Polônia era o segundo maior país da Europa, após a Rússia. Em outras épocas, inexistia um Estado polonês.

## Origens
A Polónia é um país unificado desde o século X. O nome Polónia (Polska) tem origem na tribo dos polanos, que significa "pessoas que cultivam a terra", derivado da palavra pole que significa "campo". A tribo dos polanos habitava a região "Grande Polónia". A província localiza-se às margens do rio Warta. As cidades mais importantes na região são Gniezno – a primeira capital polaca e Poznań. Além da tribo dos polanos, habitavam outras tribos eslavas ocidentais: Silesianos, Vístulanos, Pomeranos, e Mazovianos. Os meios de subsistência eram caça, agricultura e comércio. Pelas terras da Polónia passaram os caminhos de comércio de âmbar desde o século V a.C.

## Pré-história e proto-história
Na Pré-história e proto-história, por um período de pelo menos 500,000 anos, a área da atual Polônia. Passou pelos estágios de desenvolvimento da Idade da pedra, Idade do bronze e Idade do ferro, junto com as regiões próximas. O período Neolítico trouxe consigo a cultura da cerâmica linear, cujos fundadores migraram do rio Danúbio a partir de 5,500 AC. Essa cultura se distinguiu pelo estabelecimento das primeiras comunidades agrícolas no território hoje polonês.  Depois, entre 4,400 e 2,000 AC, as populações nativas pós-mesolíticas iriam adotar e desenvolver a agricultura local.
A idade do bronze polonesa começou entre 2300–2400 AC, enquanto sua  idade do ferro 700–750 AC. Uma das muitas culturas descobertas, a cultura lusaciana, surgiu das idades do bronze e ferro e deixou notáveis assentamentos. Por volta de 400 AC, a Polônia era populada por Celtas da cultura de La Tène. Esses foram logo seguidos por culturas emergentes com fortes componentes germânicos, influenciados primeiro pelos celtas, e então, pelo império romano. O povo germânico migrou da área por volta de 500 DC durante o grande período migratório da Europa durante a chamada idade das trevas. As áreas mais florestais do Norte foram assentadas pelo povo báltico.
De acordo com a pesquisa arqueológica, eslavos residem na atual Polônia por mais de 1500 anos. Estudos genéticos recentes, no entanto, determinaram que o povo que vive na Polônia moderna incluem em seus ancestrais descendentes dos povos que habitaram as terras por milhares de anos, desde o início do período neolítico.
Eslavos no território polonês foram organizados em tribos, das quais as maiores foram posteriormente conhecidas como tribo dos polanos; o nome de muitas tribos podem ser achadas na lista compilada por um geógrafo bávaro anônimo do século IX. no 9° e 10° séculos, dessas tribos nasceram regiões desenvolvidas em torno do rio Vístula, na costa do mar Báltico e na Grande Polônia. Essa última resultou na formação de uma estrutura política  que se tornou, no século X o Estado polonês, parte das Nações eslavas.[x]

## Época Real

### A época da dinastia dos Piastas
Miecislau I foi o primeiro duque da Polónia, tendo unificado os territórios polacos. Casou–se com a princesa checa Dobrawa e em 966 aceitou o baptismo. A adopção do cristianismo como religião teve como consequência a latinização da cultura polaca.
O filho e o sucessor de Miecislau I foi Boleslau I, o Bravo. Em 1002 iniciou-se uma longa guerra entre o Sacro Império Romano–Germânico e a Polónia, ganha por esta. Em 1018 conquistou Kiev, a capital de Rus (ortodoxa)- um país que existiu entre os séculos IX e XIII e foi o estado antecedente da Rússia, Bielorrússia e Ucrânia. Em 1025 Boleslau tornou–se o primeiro rei da nação polaca, inaugurando a dinastia dos Piast.
Em 1114 seu neto, o príncipe de Kalisz Boleslau, o Piedoso elaborou um importante estatuto diferenciando os judeus dos Cristãos que ficou conhecido como Estatuto Polonês.
Em 1241 a região sul do país foi invadida pelos mongóis, liderados pelos generais Baidar e Cadã, ao mesmo tempo que um outro exército, liderado por Batu e Subedei, invadia a Hungria. O verdadeiro objetivo dos mongóis era a Hungria, e a invasão à Polônia serviu para distrair os vizinhos da Hungria. Algumas cidades como Cracóvia e Legnica foram devastadas pelos invasores. Em 1259 e 1287 ocorreram novos ataques mongóis, liderados pelo general Nogai.
Os cavaleiros teutônicos, cruzados de nacionalidade alemã, foram chamados pelo príncipe polaco Conrado de Masóvia para ajudarem a combater e cristianizar os tribos pagãs na Prússia, onde massacraram a população autóctone, os "prussos", e fundaram o seu estado no século XIII, acerca da cidade de Toruń. Mais tarde eles  invadiram a Polônia, ocupando a Pomerania Oriental com a cidade de Gdańsk (Danzig, em Alemão).
No século XIII a Lituânia – o último país pagão na Europa, conquistou a Bielorrússia e no século XIV a Ucrânia com Kiev. O rei polaco Casimiro III incorporou na Rus Vermelha cidades como Halicz e Lwów. Em 1364 Casimiro fundou a primeira universidade na Polônia, em Cracóvia. Esse rei foi o último soberano da dinastia dos Piast.

### A época da dinastia dos Jaguelónicos
Em 1385 a Polónia e a Lituânia assinaram um pacto de união e foram um só país até 1795. O Grande Duque Lituano Jogaila aceitou o baptismo e tornou-se Rei da Polónia. O novo estado polaco-lituano tinha uma área total de 1 milhão de km², com capital em Cracóvia. Outras cidades importantes eram Vilnius, Kiev, Poznań, Toruń e Gdańsk. Desde o século XIV a Polónia foi um estado multi-cultural, multi-étnico e multi-religioso. No século XIV foi fundado o parlamento polaco. Chamava-se o Seym (Sejm) e dividiu-se em Izba Poselska (a câmara baixa) e o Senat (a câmara alta).
Em 1410, o Grande Duque Lituano e também rei da Polônia, Jogaila, derrotou os exércitos teutônicos. O campo da batalha foi no Grunwald. Esta foi a maior batalha na Europa da Idade Média. Em 1466 a Polónia ganha uma outra guerra contra os cavaleiros teutônicos e este estado torna-se vassalo da Polónia.
No século XV a Moldávia, a Hungria e o Reino Tcheco tiveram forte influência polonesa. Os reis da dinastia dos Jaguelónicos governaram em Cracóvia, Vilnius, Praga e Budapeste.
O século XVI foi o século de ouro na história da Polónia. O século XVI foi o século da Renascença e do estilo Renascentista. Em 1572 o parlamento polaco assinou um pacto de tolerância religiosa.

### A época da monarquia eletiva (República da fidalguia)
O século XVII e a primeira parte do século XVIII foi o período baroco.
Em 1609 o rei Sigismundo III Vasa deslocou a capital de Cracóvia para Varsóvia onde edificou o palácio real e também muitas igrejas católicas. Os reis e a nobreza da Polônia edificaram castelos, palácios, igrejas e cidades.  Em 1605 o estado polaco ajudou a oposição na guerra civil na Rússia. Em 1605 e 1610 o exército polaco conquistou Moscovo. O filho do rei polaco Sigismundo III Vasa, Vladislau IV, quis tornar-se o imperador russo mas explodiu uma rebelião contra a Polónia. A Polónia é o único pais católico da Europa Oriental que faz guerra com o ortodoxa Rússia, a muçulmana Turquia e a protestante Suécia. Em 1683 o rei Jan III Sobieski derrotou o exército islâmico dos turcos em Viena, mas não conseguiu estabelecer a ordem dentro do próprio pais.
Em 1697 a Polónia assinou um pacto de união com o Reino da Saxónia. Augusto II Wettin, duque da Saxónia, tornou-se rei da Polónia. O último rei da Polônia foi Estanislau Augusto Poniatowski (1763-1795), que começou a reforma administrativa do Estado e do sistema econômico polonês. Em 1773 foi fundada a Comissão da Educação Nacional e no dia de 3 de Maio de 1791 os reformadores assinaram a Constituição de 3 de Maio - a primeira (ou segunda) na Europa. Esta regra de lei geral embora assinada pelo Rei nunca entrou em vigor. Em 1795, porém, os estados da Prússia, Áustria e da Rússia anexaram a Polónia seguindo os caminhos diplomáticos (terceira partilha da Polónia, subsequente às de 1772 e 1793), apoiando os opositores da constituição. A terras do leste com Varsóvia ficaram sob ocupação russa, oeste com Poznań e Gdańsk ficou prusso e por fim o sul da Polónia com Cracóvia sob administração do Império Austríaco.

## Segunda República Polonesa
Em 1918 terminou a Primeira Guerra Mundial, tendo a Alemanha e o Império Austro–Húngaro perdido esta guerra. Na Rússia explodiram duas revoluções. Em 11 de Novembro de 1918, a Polônia recuperou a independência. Józef Piłsudski tornou–se o Chefe do Estado. Em Varsóvia começaram a funcionar o governo e o parlamento polacos. Infelizmente, na Galícia e em Lwów, explodiu a rebelião dos nacionalistas ucranianos. Eles quiseram fundar um Estado ucraniano do ocidente e assassinar todos de nacionalidade polaca. Estudantes poloneses venceram as tropas nacionalistas ucranianas em Lwów. Em Dezembro 1918, em Poznań (Posen. em Alemão), explodiu o levantamento polaco contra a Alemanha. Poznań tinha sido ocupada pela Prússia/Alemanha desde o ano 1815. Os habitantes polacos ganharam a insurreição. Em 1919 o Tratado de Versalhes determinou as fronteiras polaco–alemãs. Na primavera 1919 começou a Guerra Polaco-Soviética. O exército polaco conquistou as cidades de Wilno (Vilnius), Grodno e Pińsk. O governo polaco e o governo da Ucrânia assinaram o pacto da ajuda. Na primavera 1920 forcas polaco-ucranianas recuperaram Kiev, mas o exército soviético quebrou a linha de frente. A Polônia perdeu Kiev, mas no verão 1920 venceu os soviéticos na Batalha de Varsóvia. Em 1921, em Riga (a capital da Letônia), assinaram o pacto da paz. A Lituânia quis  conquistar Vilnius porque esta cidade lituana fora a capital do Grão Duque Lituano antes da união com a Polônia no século XIV mas em Vilniushavia agora apenas 5 % pessoas de nacionalidade lituana e 75 % de nacionalidade polaca. Em 1922, os habitantes da cidade votaram que eles queriam permanecer na Polônia, e o Estado polaco anexou este território.
No ano de 1921 o Parlamento polaco votou o constituição e em 1922 elegeu-o presidente. Gabriel Narutowicz foi um primeiro presidente mas foi assassinado por um pintor na galeria, Zachęta, no centro de Varsóvia. Então o Parlamento elegeu o novo presidente.

## Segunda Guerra Mundial

### Guerra defensiva (Setembro 1939)

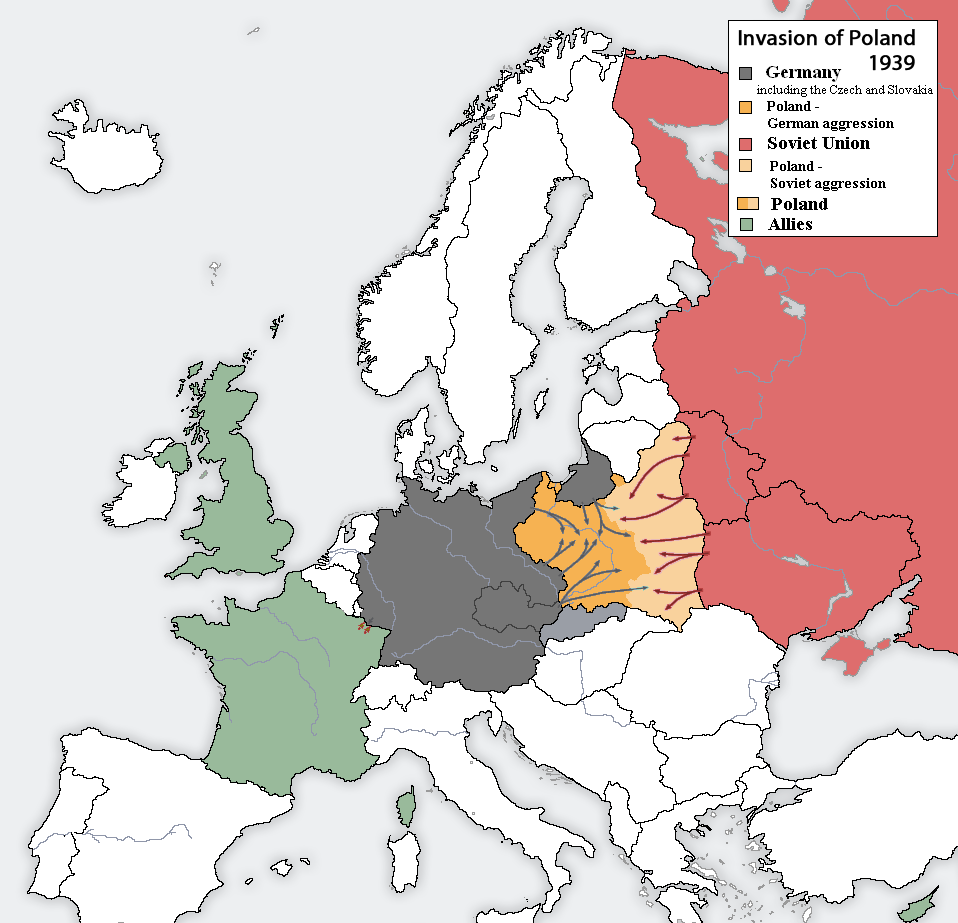
Avanço das forças da Alemanha Nazista e da URSS sobre a Polônia

De acordo com o Pacto Ribbentrop-Molotov, assinado no dia 23 de Agosto de 1939, o país foi invadido pela Alemanha Nazi em 1 de Setembro de 1939 e pela União Soviética em 17 de Setembro. Os invasores alemães aproveitaram o efeito surpresa, entrando no território da Polónia sem prévia declaração de guerra. Embora alguns focos de resistência tenham continuado actívos ainda durante vários meses, considera-se que a guerra defensiva da Polónia acabou com a rendição da Grupo Operacional da Cavaleria Independente do "Gen. Franciszek Kleeberg" no dia 5 de Outubro de 1939.

### Sumários
Durante a guerra os ocupantes mataram 6 milhões de polacos. De 1940 até 1941 os russos deportaram 500 000 polacos (os funcionários públicos, a nobreza polaca, os padres e os rústicos mais ricos) para a Sibéria. A elite intelectual e militar polaca foi chacinada às mãos dos Soviéticos e mais milhões de polacos pereceram sobre as mesmas mãos.
De acordo com os resultados da Conferência de Potsdam, que ocorreu entre os dias 17 de Julho e 2 de Agosto de 1945, as populações germânicas permanecentes fora das fronteiras da Alemanha foram expulsas. O estado da Alemanha foi obrigado a pagar uma indemnização pela guerra em propriedades, produtos industriais e força de trabalho. Estaline propôs que a Polónia não tivesse direito a uma indenização directa, mas sim que tivesse direito a 15% da compensação da União Soviética (esta situação nunca aconteceu). Mesmo após a ocupação soviética, os pogroms praticados por poloneses continuaram.

## República Popular da Polónia
Em 1945 os territórios com as cidades e Wilno (Vilnius) e Lwów foram reincorporados pela União Soviética na Lituânia e na Ucrânia. Os polacos foram expulsos e os bens nacionalizados, as casas e as terras polacas confiscadas. Após a Segunda Guerra Mundial a Polónia ficou sob regime comunista e sobre forte influência soviética. O governo ficou nas mãos do POUP, Partido Operário Unificado Polaco ("Polska Zjednoczona Partia Robotnicza", PZPR). Em Varsóvia foi assinado o Pacto de Varsóvia.
República Popular da Polónia (Polska Rzeczpospolita Ludowa, PRL) era o nome oficial do Estado polaco no período entre 1952 e 1989. Em linguagem popular é chamada também Polónia Popular. De fato considera-se o verdadeiro início do período da Polónia Popular o ano 1944, quando os territórios do leste do pais actual (não antes da guerra) foram libertados da ocupação alemã. Neste ano foi formado o primeiro órgão governamental comunista na Polónia - PKWN (abrev. de "Comissão da Libertação Nacional Polaca", Polski Komitet Wyzwolenia Narodowego).
A Polónia passou a ser um país independente, mas com forte influência soviética e regime não democrático de partido hegemónico, ("partido hegemónico", com prerrogativas constitucionais expressas, mas não "partido único", vista a existência de partidos satélites - o Partido Camponês Unificado, o Partido Democrático e a União Cristâ-Social, arregimentados numa frente comum), que posteriormente assimilou o nome de chamado "Socialismo Real".
A questão de atribuição do nome correcto para aquele sistema político sempre provoca divergências. O nome oficialmente usado era o "estado socialista" e de acordo com a própria constituição "estado da democracia do povo", contudo para os inúmeros oposicionistas era o "estado comunista". Na verdade o sistema político da Polónia nunca atingiu a fase teórica do comunismo.

## Terceira República Polonesa
Lech Wałęsa foi eleito presidente em 1990. No dia 1 de Maio de 2004 a Polónia passou a fazer parte da União Europeia.